# Едуард Огъстъс Инглфилд
Сър Едуард Огъстъс Инглфилд (на английски: Edward Augustus Inglefield) е английски военноморски офицер, изследовател на Арктика.

## Ранни години (1820 – 1852)
Роден е на 27 март 1820 година в Челтнъм, графство Глостършър, Югозападна Англия, в семейството на Самюъл Инглефиелд. На 12-годишна възраст е записан в Кралския военноморски колеж.
През 1850 и през следващите години в Англия се развива трескава дейност по организиране на полярни експедиции в Северна Канада за търсене на изчезналата експедиция на Джон Франклин. Една от няколкото полярни експедиции е тази на Едуард Инглфилд.

## Експедиционна дейност (1852 – 1854)
През юли 1852 г., на кораба „Изабела“ (150 т) със 17 души екипаж, Инглфилд отплава от Англия и пръв прониква в протока Смит, разделящ остров Елисмиър от Гренландия, като по пътя изследва Китовия залив (77º 30` с.ш., на северозападното крайбрежие на Гренландия). В центърът му открива островите Нортъмбърланд на запад и Хърбърт на изток. На изток от последния открива продължението на Китовия залив, тесния залив Инглфилд и водещите към него протоци Валсун и Мърчисън, отделящи двата острова от Гренландия. На северозапад от нос Александър (78º 10` с.ш.) в протока Смит достига до 78º35`с.ш., рекордна за това време географска ширина. От там завива на юг-югозапад и плава покрай югоизточния бряг на Земя Елисмиър (югоизточната част на остров Елисмиър). Опитва се да заобиколи от юг Елсмиър през протока Джонс, но неуспява. Плава в протока Ланкастър на запад до остров Бичи (74°43′ с. ш. 91°51′ з. д. / 74.716667° с. ш. 91.85° з. д.). На обратния път картира голяма част от източното крайбрежие на остров Бафинова земя.
Въпреки неуспешното издирване на Джон Франклин и спътниците му, експедицията постига големи успехи, заради които Кралското географско дружество през 1853 му присъжда сребърен медал.
През 1853 и 1854 прави две нови пътувания до Канадска Арктика, като по време на второто успява да спаси един от корабите и целия състав на бедстващата в ледовете експедиция на Едуард Белчер, която също е изпратена да търси Джон Франклин.

## Следващи години (1855 – 1894)
Скоро след завръщането си от последната полярна експедиция Инглфилд взема участие в Кримската война като капитан на боен кораб и участва в обсадата на Севастопол. След войната продължава издигането му йерархията на флота. През 1869 е произведен в контраадмирал, а три години по-късно, вече като вицеадмирал е началник на Кралската военноморска корабостроителница в Малта. През 1878 става пълен адмирал и е посветен в рицарско звание.
През 1885 се пенсионира и посвещава остатъка от живота си в рисуване на акварелни пейзажи от Арктика, които са изложени в няколко художествени галерии в Лондон. Умира на 4 септември 1894 в Южен Кенсингтън, Лондон, на 74-годишна възраст.

## Памет
Неговото име носят:
- британски военноморски кораб „Едуард Инглфилд“;
- бряг Инглфилд на северозападното крайбрежие на Гренландия;
- залив Инглфилд (77°26′ с. ш. 68°13′ з. д. / 77.433333° с. ш. 68.216667° з. д.) на северозападното крайбрежие на Гренландия;
- ледник Инглфилд (77°55′ с. ш. 17°58′ и. д. / 77.916667° с. ш. 17.966667° и. д.) в източната част на остров Западен Шпицберген в архипелага Шпицберген;
- нос Инглфилд (78°33′ с. ш. 51°43′ з. д. / 78.55° с. ш. 51.716667° з. д.) на северозападното крайбрежие на Гренландия;
- нос Инглфилд (69°49′ с. ш. 85°35′ з. д. / 69.816667° с. ш. 85.583333° з. д.) на северозападния бряг на п-ов Мелвил, на югозападния вход на протока Фюри енд Хекла, отделящ остров Бафинова земя от континента;
- планина Инглфилд в югоизточната част на остров Елсмиър от Канадския арктичен архипелаг.

## Трудове
- Report on the return of the Isabel from the artic regions (в „Journal of the Royal Geographical Society“, 1853)
- A summer search for sir John Franklin... (1853).